# Мавзолей Саид Мухаммад Махирий
Саид Мухаммад Махирий — мавзолей расположен на арыке Сирчали на улице Амир Тимура в Хиве. Мемориальный комплекс состоит из трех групп монументальных строений, включая усыпальницы некоторых хивинских ханов. Саид Мухаммад-хан, Мухаммад Рахим-хан II (Феруз) и его внук Темур Гази Тура, сын Исфандияр-хана были похоронены здесь. В специальных склепах вокруг мавзолея расположены могилы потомков хивинских ханов, их жен и детей. Согласно легенде, когда-то здесь жил суфий-шейх, называемый Чадирли Ишан. После его смерти он был похоронен на этом месте, и кладбище, которое потом образовалось возле его могилы, стало называться Чадирли Ишан. Во второй половине XIX века Саид Мухаммад-хан приказал возвести мавзолей над могилой шейха. И в результате комплекс превратился в семейный склеп хивинских ханов.